# Lamine Ouahab
Lamine Ouahab, né le 22 décembre 1984 à Alger, est un joueur de tennis professionnel algérien, ayant pris la nationalité marocaine en novembre 2013.
Demi-finaliste junior à Roland-Garros en 2001 puis finaliste junior à Wimbledon en 2002, il est passé professionnel en 2002. Il a atteint sa meilleure position au classement ATP le 21 septembre 2009 : 114e. Au 19 janvier 2015, il a disputé 21 matchs sur le circuit ATP (pour 52 % de victoires) dont un match au 1er tour de l'Open d'Australie en 2009 ; 186 en Challenger (trois victoires et quatre finales) et 362 en Futures (21 titres et 14 finales).

## Biographie

### Un des meilleurs jeunes joueurs de tennis africains (1998-2001)
Il a joué son premier match sur le circuit senior en août 2000, au Futures de Xativa, ville espagnole.

### Des débuts professionnels lents mais continus (2002-avril 2004)
C'est en 2002 que Lamine Ouahab se consacre au circuit senior. En avril de la même année, il gagne son premier match au Future de Sidi Fredj, en Algérie, avant d'apparaître pour la première fois au classement ATP le 13 mai 2002, à la 1147e place. Son plus mauvais classement est 1174e (22 juillet 2002). Il entre dans le top 1000 (888e) après sa demi-finale du Futures de Vigo qu'il perd en deux sets contre le 466e mondial, le jeune Espagnol alors inconnu Rafael Nadal. Après une finale perdue au Future de Montego Bay, il termine l'année à la 691e place. Il bat Nadal en demi finale du tournoi junior de Wimbledon mais perd en finale contre Todd Reid.
En 2003, sa progression est constante, puisqu'il termine l'année à la 330e place, gagnant deux Futures (Sidi Fredj et Kishi Island) et accédant à trois finales. Il joue en juillet son premier tournoi Challenger à Valladolid. En 2004, il continue sur sa lancée, gagnant un nouveau Future à Syros et atteignant la 268e place du classement le 26 avril.

### La chute et la remontée (avril 2004-avril 2006)
Cependant, après le Challenger de Barcelone, il s'interrompt trois mois et son retour est assez difficile : bien qu'il gagne son premier match en Challenger contre Jean-Julien Rojer à Valladolid en juillet et qu'il soit invité pour les Jeux olympiques d'Athènes, où il perd au premier tour contre Tommy Robredo, 18e mondial, il ne gagne plus, et termine l'année à la 406e place. Son début 2005 est tout aussi chaotique et il pointe le 25 avril à la 591e place.
Il se reprend en enchaînant du 16 mai au 6 juin trois victoires dans les Futures marocains d'Agadir, Marrakech et Khémisset, ce qui lui permet de remonter aux alentours de la 400e place. En septembre, il réalise presque un hat-trick similaire en Algérie, remportant les deux premiers Futures d'Alger et arrivant en finale du troisième, ce qui lui permet de remonter à la 320e, puis la 292e après de bonnes performances en fin d'année. Son début 2006 est du même acabit mais montre une certaine progression : il bat son premier top 200, Younès El Aynaoui, au Futures de Rabat, puis participe la semaine du 24 avril à son premier tournoi ATP, à Casablanca, où il perd contre Florian Mayer au premier tour.

### Un des meilleurs joueurs africains, qui connaît des hauts et des bas (mai 2006-septembre 2009)
C'est la semaine suivante qu'il s'illustre réellement, remportant son premier tournoi Challenger à Tunis, après avoir battu trois joueurs du top 200 et un du top 100, Jiří Vaněk. Le 8 mai, il est 181e mondial. Une deuxième victoire au Challenger du Montauban en juillet et des performances correctes dans le même type de tournoi (il ne joue plus de Futures) jusqu'à la fin de l'année lui permettent de la terminer à la 172e place, après un mieux à la 166e. Son début d'année 2007 est mauvais, et il sort en mai du top 200, après avoir perdu en quart au Challenger de Tunis, malgré une victoire au Futures d'Alger peu après. Il décide de disputer les qualifications de Grand Chelem et de continuer à jouer uniquement en Challenger : sans succès, et il perd même au premier tour à Montauban, ce qui le fait sortir du top 300. Il ne réalise aucune performance notable jusqu'à la fin de l'année et finit à la 335e place.
En 2008, désireux de renouer avec le succès, il décide de ne plus se consacrer exclusivement aux Challenger mais de disputer des Futures maghrébins afin d'engranger les points nécessités pour les qualifications des tournois ATP World Tour. Finaliste en Espagne dès janvier, il gagne en mai son premier match sur le circuit ATP, à Casablanca contre Martín Vassallo Argüello. Il réintègre durablement le top 300 en juillet après des performances solides en Challenger, puis le top 250 après sa finale à Naples en septembre (après une victoire contre Potito Starace, 76e mondial), et enfin le top 200 après deux victoires aux Futures marocains 6 et 7 de Khemisset et Casablanca. Il termine l'année à la 192e place, 3e au Classement ATP des joueurs africains.
En 2009, après avoir échoué au dernier tour des qualifications à l'Open de Doha, il atteint le tableau final de l'Open d'Australie, mais perd au premier tour contre Florian Mayer, pourtant bien moins bien classé que lui (450e).Il gagne ensuite en février les Futures de Casablanca et Rabat, dont il est devenu un habitué notamment grâce à sa femme Ghizlaine Hatim, puis réalise de bons résultats (minimum quarts de finale) aux Challenger de Tanger, Meknès, Rabat puis Marrakech (finale) qui lui permettent d'atteindre la 145e place au Classement ATP le 6 avril 2009. Malgré des résultats moins bons en mai (Ouahab tentant de passer les qualifications de tournois ATP), il atteint la 135e place le 18 mai à la suite de sa participation au premier tour du tournoi de Munich, après un repêchage. Il atteint le 3e tour des qualifications à Roland-Garros puis ne réalise plus de réelle performance jusqu'au Challenger d'Orbetello, la semaine du 27 juillet, où il atteint les demi-finales (abandon contre Alexandr Dolgopolov). Grâce à cette performance, il monte à la 129e place du classement ATP. Bien qu'il connaisse ensuite des semaines sans grands résultats (premiers ou deuxièmes tour de Challenger), il monte à la 114e place le 21 septembre car il n'avait pas de points à défendre. La même semaine, il arrive en finale du Challenger de Trnava où il perd contre Oleksandr Dolgopolov Jr. Cette performance compensant les points du Challenger de Naples de l'année précédente, il ne progresse pas au classement.

### Blessures et recul (depuis septembre 2009)
Il ne confirme pourtant pas, ne gagnant qu'un match jusqu'à la fin de l'année : invité à Lyon, il est éliminé au premier tour par Michaël Llodra et ne passe pas les qualifications du Masters de Paris-Bercy. Il finit l'année 145e mondial, sa meilleure performance jusque-là, malgré une fin de saison difficile.
Jusqu'en avril 2010, Lamine Ouahab joue uniquement au Maroc. Une finale au Challenger de Rome mi-avril lui permet de rester aux environs de la 150e place jusqu'à la fin de ce mois. Cependant, après le premier tour des qualifications de Roland-Garros, Ouahab est blessé. Une tentative de retour peu probant en Future en septembre se solde par un échec et il doit attendre le Challenger de Meknès en février 2011 pour rejouer avant d'arrêter de nouveau en avril. Deux tentatives dans des Futures marocains en octobre se soldent par des échecs. Après avoir perdu en qualifications de deux tournois Challenger en février 2012, il parvient en quarts de finale de celui de Rabat puis se qualifie dans le tableau principal du tournoi de Casablanca (ATP 250). Sa victoire au premier tour contre Robin Haase, 51e joueur mondial, est sa première victoire sur le circuit principal depuis mai 2008, et sa première victoire contre un membre du top 70. Exténué, il perd cependant au tour suivant.
Peu à peu il revient sur le devant de la scène, notamment grâce aux différents tournois futures qui se disputent au Maroc, ainsi il atteint la finale à Kénitra F1 et l'emporte à Rabat F2 et à Casablanca F3.

## Palmarès

### Titres en simple (27)
| Légende         |
| Challengers (3) |
| Futures (24)    |

| No. | Date              | Tournoi    | Surface      | Adversaire en finale             | Score         |
| --- | ----------------- | ---------- | ------------ | -------------------------------- | ------------- |
| 1.  | 11 mai 2003       | Sidi Fredj | Terre battue | Saša Tuksar                      | 6-4, 6-2      |
| 2.  | 21 décembre 2003  | Kish       | Terre battue | Sebastian Fitz                   | 6-4, 5-7, 6-1 |
| 3.  | 4 avril 2004      | Syros      | Dur          | Pavel Šnobel (en)                | 6-4, 6-4      |
| 4.  | 21 mai 2005       | Agadir     | Terre battue | Tres Davis                       | 6-1, 6-2      |
| 5.  | 28 mai 2005       | Marrakech  | Terre battue | Lukáš Lacko                      | 4-6, 6-3, 6-2 |
| 6.  | 4 juin 2005       | Khémisset  | Terre battue | Talal Ouahabi                    | 7-6, 6-1      |
| 7.  | 9 septembre 2005  | Alger      | Terre battue | Filip Polášek                    | 6-3, 6-0      |
| 8.  | 16 septembre 2005 | Alger      | Terre battue | Slimane Saoudi (en)              | 6-4, 6-3      |
| 9.  | 22 avril 2006     | Rabat      | Terre battue | Frederico Gil                    | 6-4, 6-3      |
| 10. | 7 mai 2006        | Tunis      | Terre battue | Younès El Aynaoui                | Forfait       |
| 11. | 9 juillet 2006    | Montauban  | Terre battue | Marc Gicquel                     | 7-5, 3-6, 7-6 |
| 12. | 19 mai 2007       | Alger      | Terre battue | Reda El Amrani (en)              | 6-4, 6-3      |
| 13. | 11 octobre 2008   | Khémisset  | Terre battue | Jan Mertl (en)                   | 6-4, 6-4      |
| 14. | 18 octobre 2008   | Casablanca | Terre battue | Jonathan Dasnières de Veigy (en) | 6-4, 6-3      |
| 15. | 31 janvier 2009   | Casablanca | Terre battue | Éric Prodon (en)                 | 6-3, 6-1      |
| 16. | 7 février 2009    | Rabat      | Terre battue | Éric Prodon (en)                 | 7-5, 7-5      |
| 17. | 1er février 2010  | Rabat      | Terre battue | Laurent Rochette                 | 6-3, 6-3      |
| 18. | 28 mai 2012       | Rabat      | Terre battue | Yannik Reuter                    | 6-2, 6-3      |
| 19. | 4 juin 2012       | Casablanca | Terre battue | Mehdi Ziadi                      | 6-0, 6-2      |
| 20. | 9 juin 2013       | Casablanca | Terre battue | Alexis Musialek                  | 6-3, 6-4      |
| 21. | 29 septembre 2013 | Agadir     | Terre battue | Filip Krajinović                 | 6-1, 7-6      |
| 22. | 6 octobre 2013    | Taroudant  | Terre battue | Filip Krajinović                 | 6-7, 6-4, 6-1 |
| 23. | 30 mars 2014      | Umag       | Terre battue | Simone Vagnozzi                  | 6-0, 6-7, 6-3 |
| 24. | 17 janvier 2015   | Casablanca | Terre battue | Javier Martí (en)                | 6-0, 7-6      |
| 25. | 16 mars 2015      | Casablanca | Terre battue | Javier Martí (en)                | 6-3, 6-3      |
| 26. | 23 mars 2015      | Casablanca | Terre battue | Maxime Hamou (en)                | 6-0, 7-6      |
| 27. | 30 mars 2015      | Safi       | Terre battue | Marc Giner                       | 7-6, 6-3      |

### Titres en double (11)
| Légende         |
| Challengers (3) |
| Futures (8)     |

| No. | Date             | Tournoi         | Surface      | Partenaire           | Adversaire en finale                        | Score            |
| --- | ---------------- | --------------- | ------------ | -------------------- | ------------------------------------------- | ---------------- |
| 1.  | 11 juillet 2004  | Bourg-en-Bresse | Terre battue | Brian Dabul          | Diego Álvarez Giuseppe Menga                | 6-4, 6-3         |
| 2.  | 20 mai 2007      | Alger           | Terre battue | Mohamed-Redha Ouahab | Rabie Chakie Motaz Abou El Khair            | 6-3, 6-2         |
| 3.  | 1er juillet 2007 | Reggio d'Émilie | Terre battue | Franco Ferreiro      | Pablo Cuevas Horacio Zeballos               | 6-4, 1-6 [10-4]  |
| 4.  | 12 août 2007     | Vigo            | Terre battue | Leonardo Azzaro (en) | Pablo Santos Igor Sijsling                  | 2-6, 6-4 [10-7]  |
| 5.  | 12 octobre 2008  | Khémisset       | Terre battue | Talal Ouahabi        | Mohamed Saber Mehdi Ziadi                   | 6-2, 6-1         |
| 6.  | 8 février 2009   | Rabat           | Terre battue | Malek Jaziri         | Omar Erramy Younes Rachidi                  | 6-1, 6-3         |
| 7.  | 23 février 2009  | Meknès          | Terre battue | Marc López           | Alessio Di Mauro Giancarlo Petrazzuolo (en) | 6-3, 7-5         |
| 8.  | 10 juin 2012     | Casablanca      | Terre battue | Younes Rachidi       | Sebastian Bader (en) Lukas Koncilia         | 6-0, 6-2         |
| 9.  | 21 octobre 2012  | Casablanca      | Terre battue | Victor Crivoi        | Steven Moneke Marc Sieber (de)              | 6-1, 3-6 [10-6]  |
| 10. | 2 juin 2013      | Casablanca      | Terre battue | Younes Rachidi       | Markus Eriksson Milos Sekulic (en)          | 6-3, 6-2         |
| 11. | 23 novembre 2014 | Casablanca      | Terre battue | Mohamed Saber        | Piotr Baranski Wojnar Bartosz               | 7-5, 4-6 [12-10] |

## Parcours dans les tournois duGrand Chelem

### En simple
| Année | Open d'Australie | Open d'Australie | Internationaux de France | Internationaux de France | Wimbledon | Wimbledon      | US Open | US Open       |
| ----- | ---------------- | ---------------- | ------------------------ | ------------------------ | --------- | -------------- | ------- | ------------- |
| 2007  | —                | —                | Q1                       | Viktor Troicki           | Q2        | Federico Luzzi | —       | —             |
| 2008  | —                | —                | —                        | —                        | —         | —              | Q1      | Gilles Müller |
| 2009  | 1er tour (1/64)  | Florian Mayer    | Q3                       | Jean-René Lisnard        | Q1        | Rajeev Ram     | —       | —             |
| 2010  | —                | —                | Q1                       | Dieter Kindlmann         | —         | —              | —       | —             |
| 2015  | —                | —                | Q1                       | Alejandro Falla          | —         | —              | —       | —             |

N.B. : à droite du résultat se trouve le nom de l'ultime adversaire.

## Classement ATP de fin d'année
| Année          | 2001 | 2002 | 2003 | 2004 | 2005 | 2006 | 2007 | 2008 | 2009 | 2010 | 2011 | 2012 | 2013 | 2014 | 2015 | 2016 |
| Rang en simple |      | 836  | 383  | 389  | 304  | 169  | 319  | 194  | 145  | 253  | 779  | 310  | 245  | 579  | 227  | 375  |
| Rang en double | 1537 | 1266 | 916  | 671  | 752  | 447  | 122  | 431  | 310  | 1139 | 730  | 606  | 504  | 616  | 462  | 442  |

Source : (en) Classements de Lamine Ouahab sur le site officiel de la Fédération internationale de tennis

## Autres tournois
- Jeux africains de 2019 : finaliste du double messieurs et vainqueur par équipe messieurs avec le Maroc
- Jeux méditerranéens de 2018 : vainqueur du simple messieurs avec le Maroc
- Jeux africains de 2007 : vainqueur du simple messieurs et du double messieurs avec l'Algérie
- Coupe d'Afrique des nations de tennis 2007 : finaliste du simple messieurs et finaliste par équipe mixte aavec l'Algérie
- Jeux méditerranéens de 2005 : finaliste du double messieurs avec l'Algérie
- Coupe d'Afrique des nations de tennis 2005 : vainqueur du simple messieurs et du double messieurs et finaliste par équipe mixte avec l'Algérie
- Jeux africains de 2003 : vainqueur du simple messieurs avec l'Algérie